# 西シベリア

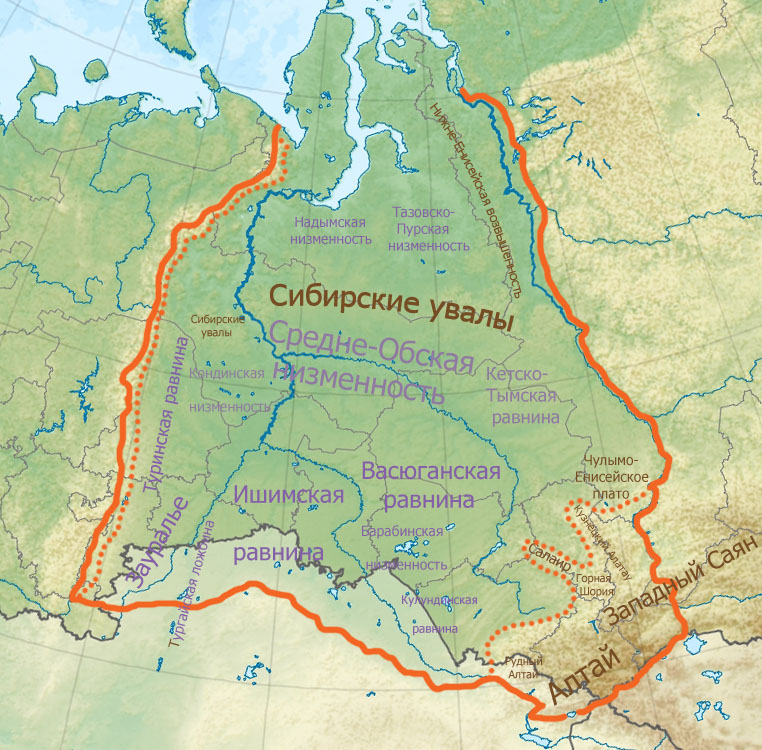
西シベリア

西シベリア（にしシベリア、ロシア語: Западная Сибирь, ロシア語ラテン翻字: Zapadnaya Sibir'）は、シベリアの一部で、西のウラル山脈と東のエニセイ川に挟まれた地域である。
面積は250万km²で、その80％を西シベリア平原が占める。この地域最大の川はエルティシ川とオビ川である。

## 主要都市
- ノヴォシビルスク：この地域で最も人口が多い都市
- オムスク
- チュメニ
- バルナウル
- トムスク
- ケメロヴォ
- ノヴォクズネツク
- クルガン
- パヴロダル
- ペトロパブル
- セメイ
- オスケメン